# Unica regola vincere
Unica regola vincere (Sleeping Dogs) è un film del 1977 diretto da Roger Donaldson, basato sul romanzo Smith's Dream di C. K. Stead.

## Trama
Il film, ambientato in un futuro prossimo in Nuova Zelanda, racconta la storia di Smith, un soldato separatosi dalla famiglia durante un conflitto interno al paese. Egli va a vivere in una modesta casa dove sono nascoste armi. Il regime lo cattura credendolo un sovversivo; fuggirà e si unirà alla resistenza.